# 梅德文卡區

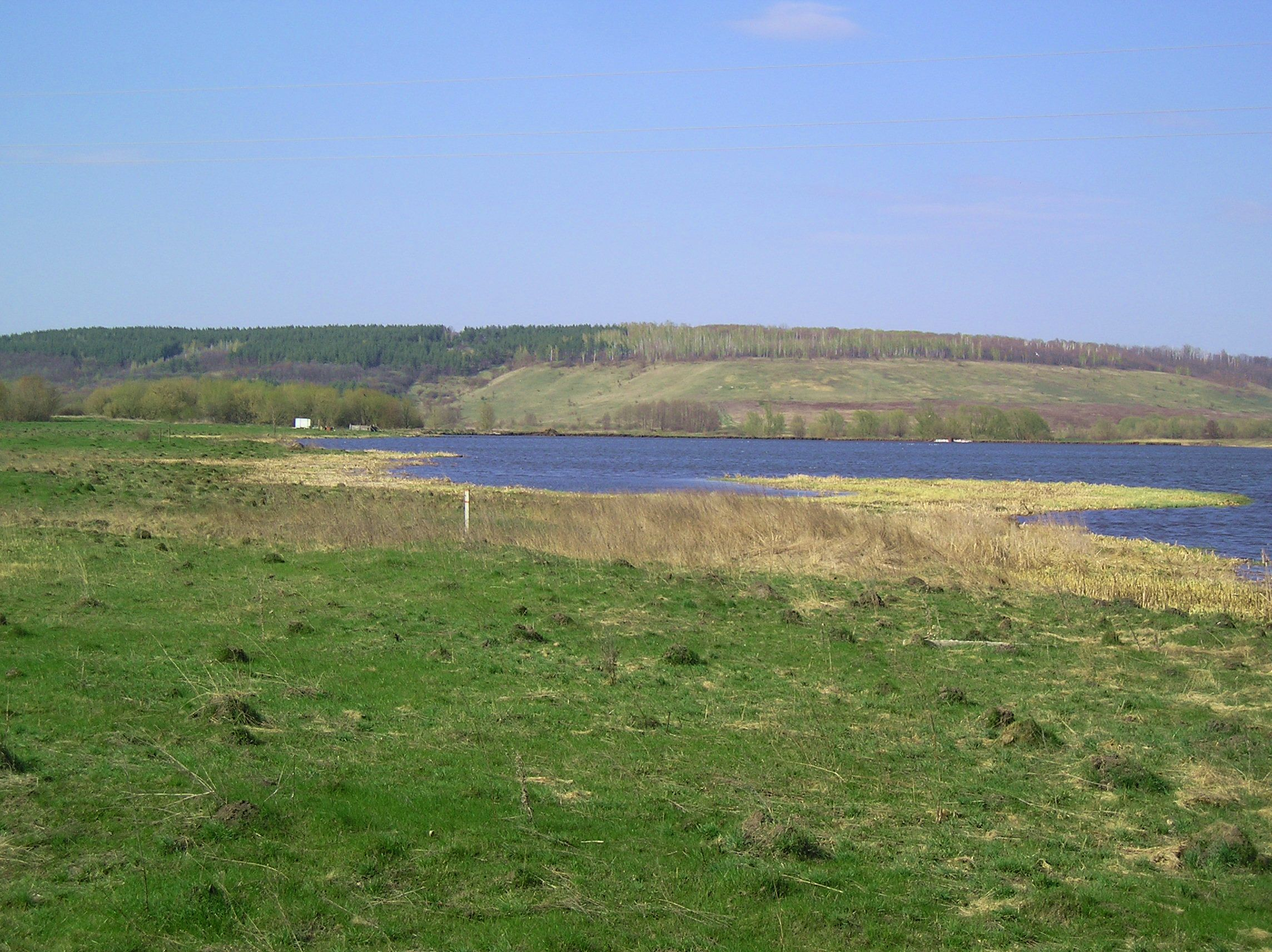

51°24′59″N 36°06′46″E / 51.41639°N 36.11278°E
梅德文卡區（俄语：Медвенский район），是俄羅斯的一個區，位於該國西部，由庫爾斯克州負責管轄，面積1,090平方公里，2010年該區人口16,558，人口密度每平方公里15.19人。